# 喬隆區
8°36′23″S 77°08′54″W / 8.6065°S 77.1482°W
喬隆區（西班牙語：Distrito de Cholón），是秘魯的一個區，位於該國中部瓦努科大區的馬拉尼翁省，始建於1912年10月21日，面積4,010.3平方公里，海拔高度2,350米，2005年人口7,993，人口密度每平方公里2人。